# Lê Quý Quỳnh
Lê Quý Quỳnh (1923–2012) là một chính khách Việt Nam. Ông từng giữ chức Bí thư Tỉnh ủy Hưng Yên (1959–1971) rồi Bí thư Tỉnh ủy Hải Hưng (1971–1972). Ông được xem là người đi trước Bí thư Tỉnh ủy Vĩnh Phú Kim Ngọc trong sáng kiến khoán sản phẩm tới nông dân.

## Thân thế và sự nghiệp chính trị
Ông tên thật là Vương Văn Thành, sinh ngày 27 tháng 6 năm 1923, tại thôn Hoàng Lê, xã Yên Xá, huyện Mỹ Văn (nay là phường Phan Đình Phùng, thị xã Mỹ Hào), tỉnh Hưng Yên. Gia đình ông có 11 anh em. Từ nhỏ, ông có tiếng học giỏi và rất hòa đồng với mọi người.
Năm 1939, ông ra Hà Nội học nghề y tá và được nhận vào làm việc tại Bệnh viện Phủ Doãn. Tuy nhiên, chỉ 1 năm sau, ông bị đuổi việc vì dám tranh luận và cự lại ông chủ Tây. Trong những năm sau đó, ông hành nghề tự do tại Hà Nội và có những tiếp xúc với những người Cộng sản như Nguyễn Chương, Xứ ủy viên Xứ ủy Bắc Kỳ, Hoàng Thế Cư, Tỉnh ủy viên Hưng Yên, được bí mật kết nạp vào Đảng Cộng sản Đông Dương. Năm 1944, ông được tổ chức trở về quê nhà hoạt động, lập chi bộ Đảng đầu tiên của xã Phan Đình Phùng.
Tháng 1 năm 1945, ông được kết nạp Đảng chính thức và được cử làm Chủ tịch Mặt trận Việt Minh huyện Mỹ Hào, lãnh đạo dân chúng tham gia khởi nghĩa cướp chính quyền trong Cách mạng tháng 8. Sau khi Pháp tái chiếm Đông Dương, ông vẫn tiếp tục hoạt động trong vùng người Pháp kiểm soát. Năm 1947, ông được phân công là Ủy viên Thường vụ Tỉnh ủy, phụ trách vùng tạm chiếm. Không lâu sau đó, ông được cử giữ chức Phó chủ tịch Ủy ban kháng chiến tỉnh; Chính trị viên tỉnh đội Hưng Yên.
Sau khi chính quyền Việt Nam Dân chủ Cộng hòa kiểm soát hoàn toàn miền Bắc, ông được điều về làm Trưởng ban tổ chức Trường Đảng cao cấp Nguyễn Ái Quốc. Năm 1956, ông được điều giữ cương vị Chủ tịch Ủy ban hành chính tỉnh Hưng Yên. Ngày 9 đến 15 tháng 3 năm 1959, ông được bầu làm Bí thư Tỉnh ủy Hưng Yên.

## Ông Bí thư gần dân có tinh thầnĐổi mới
Ngày 21 đến 29 tháng 3 năm 1961, tại Đại hội Đảng bộ tỉnh Hưng Yên lần thứ V vòng hai (khi đó, chỉ riêng những trường hợp rất đặc biệt, có thể gọi là hiếm hoi thì mới phải tổ chức Đại hội tới vòng hai) ông được bầu lại làm Bí thư Tỉnh ủy.
Ông tiến hành khoán sản phẩm "chui" (không theo quy định chính thức thời đó) vào khoảng thời điểm 1962 (không có số liệu chính xác, nhưng tại thời điểm năm 1963 tại Hưng Yên đã có khoán "chui" tại một vài đội sản xuất và đạt hiệu quả ngay tức thì).
Một sáng kiến khác của ông xoay quanh việc cải thiện đời sống cho người dân, sáng kiến này tập trung quanh khẩu hiệu "Hưng Yên mở hội làm giàu". Nhưng cũng vì khẩu hiệu này mà ông bị Ủy viên Bộ Chính trị Trường Chinh gọi lên phê bình kịch liệt. Tại Trung ương, ông phải nhận lỗi và cam kết sẽ thay đổi.
Chính bởi không dám kháng lệnh Trung ương nên những sáng kiến của ông chỉ được thực hiện nửa chừng.Khác với Lê Quý Quỳnh, cố Bí thư Kim Ngọc, sau khi bị phát hiện khoán "chui" và bị Trường Chinh dọa cách chức, đã không dừng lại mà tiến hành "khoán hộ" trên diện rộng hơn. 
Ngày 6 đến 10 tháng 9 năm 1963, tại Đại hội đại biểu Đảng bộ tỉnh Hưng Yên lần thứ VI, ông được bầu lại làm Bí thư Tỉnh ủy khóa VI .
Năm 1964, ông được bầu vào Quốc hội Việt Nam khóa III. Ông tái cử Đại biểu Quốc hội các khóa IV, V.
Ngày 26 tháng 1 năm 1968, Ủy ban Thường vụ Quốc hội nước Việt Nam Dân chủ Cộng hòa ra Quyết định số 504-QĐ/TVQH về việc hợp nhất hai tỉnh Hưng Yên và Hải Dương thành tỉnh Hải Hưng, tỉnh lỵ đặt tại thị xã Hải Dương. Theo sự chỉ định của Trung ương, Lê Quý Quỳnh được tiếp tục giữ chức Bí thư Tỉnh ủy .
Ngày 1 tháng 4 năm 1972, Ban Bí thư Trung ương Đảng ra Công văn số 19 về việc sắp xếp lại Ban Thường vụ Tỉnh ủy Hải Hưng. Bí thư là Ngô Duy Đông (về sau là Trưởng ban Nông nghiệp Trung ương), Phó Bí thư Thường trực; Lê Quý Quỳnh, Phó bí thư, Chủ tịch Ủy ban hành chính Trần Tạo. Như vậy, Lê Quý Quỳnh là nhân vật xếp thứ hai của Tỉnh ủy Hải Hưng cho tới cuối thập kỉ 70.
Từ đầu năm 1972 trở đi là kết thúc thời kì ông chịu trách nhiệm quản lý ở Hưng Yên và sau đó là Hải Hưng.

## Những năm cuối đời
Năm 1975 ông được Trung ương điều vào thành phố Hồ Chí Minh với cương vị Thành ủy viên, phụ trách nông nghiệp, Giám đốc Sở Nông nghiệp TP Hồ Chí Minh.
Tháng 4.1977, Thành ủy viên, Phó Ban nông nghiệp thành phố Hồ Chí Minh.
Năm 1978, ông được cử giữ chức Thứ trưởng Bộ Nông nghiệp kiêm Tổng cục trưởng Tổng cục Khai hoang. Tháng 2 năm 1979, ông giữ chức Phó chủ nhiệm Văn phòng Phủ Thủ tướng. Năm 1981 ông được cử làm Chủ nhiệm Công ty chuyên doanh đặc sản cho đến năm 1988 thì nghỉ hưu.
Sau khi về hưu, ông được bầu là Chủ tịch Hội nuôi ong Việt Nam, góp phần quan trọng trong việc phát triển phong trào nuôi ong khắp các tỉnh từ đồng bằng đến miền núi liên tục phát triển mang lại hiệu quả kinh tế cao cho bà con nông dân.
Ông cũng nhiều năm được bầu làm Chủ tịch Hội đồng hương Hưng Yên tại Thành phố Hồ Chí Minh. Sau khi tuổi cao, ông được Hội đồng hương Hưng Yên tại Thành phố Hồ Chí Minh suy tôn là Chủ tịch danh dự của Hội.
Ông qua đời ngày 4 tháng 7 năm 2012, và được an táng tại Nghĩa trang Thành phố Hồ Chí Minh.